# Miklósi
Miklósi (németül: Niklasing) község Somogy vármegyében, a Tabi járásban.

## Fekvése
A Balatontól délre, a kelet-somogyi várostól, Tabtól 14 kilométerre fekszik ez a néhány száz lelkes kis község. Központján a Szorosadtól Kapolyig húzódó, a 6508-as és 6511-es utakat összekötő 6516-os út halad végig. A távolabbról érkezők a legegyszerűbben talán a Kaposvár–Szántód közti 6505-ös út felől közelíthetik meg, a település egy, az előbbi úttal párhuzamos országút mentén terül el. A Kaposvár felől érkezőknek Szorosad felé kell letérniük, majd ezt a települést elérve északi irányba fordulva érhető el Miklósi. Akik a Balaton felől, Szántódról jönnek, Tab felé kanyarodva, majd Kapolynál letérve érhetik el a falut.
Hajnali öt órától egészen késő estig közlekednek a helyközi autóbuszok. Tabra elsősorban a felnőttek járnak dolgozni, míg a megyeszékhely felé a fiatalok utaznak az iskolákba. Vasút legközelebb Kapolyon van a Kaposvár–Siófok-vasútvonalon. Kerékpárút nincs, de a piros túra keresztülvisz a falun, amit sok iskoláscsoport és egyéni túrázó is szívesen kihasznál. Miklósi csendje, nyugalma a letelepedőket is vonzza, hiszen gyönyörű környezetben fekszik, közel a kistérségi központhoz. Két patak, egy vízfolyás és a Pernesz-patak határolja a falut, amelyek a Koppány patakba ömlenek. A környező erdők vadban gazdagok, az őz, a szarvas, és a vaddisznó élőhelyei.
Miklósi két részét, Alsó- és Felsőmiklósit egy hatalmas park választja el egymástól. Itt egy játszótér, egy futballpálya és az olimpiai bajnok Nagy Tímeáról elnevezett szabadidőpark kapott helyet.

## Története
Miklósi nevét először az 1330-as években említik. Először Kárával együtt, a Karai család birtokának volt a része, majd a lakosság gyarapodásával két településrész, Alsó- és Felső-Miklósi jött létre. Az utóbbi települést Garai László nádor, Osztopáni Pálnak adományozta, amit 1456-ban V. László király is megerősített. A következő évtizedekben a Perneszi család is birtokossá vált, s tulajdonát két évszázadon át megtartotta.
A mai Miklósi község elődje a határbeli Ráctemető-dűlőben volt, s a török hódoltság idején elpusztult. Azután a földesúr először magyar és tót telepeseket hívott adókedvezményt ígérve, majd az 1700-as évek elején német telepesek érkeztek Mainzból és Pfalzból, 1736-ra pedig már Tolna vármegyéből is áttelepültek családok. 1776-tól több középbirtokos osztozott a vidéken, számottevő nagybirtok így nem is alakult ki.
1849-ben a községben 677 német lakott. A jobbágyfelszabadítás után több jobbágy- és zsellértelket osztottak szét, s a megalakult közbirtokosság 66 hold legelőt használhatott. A 20. század elején a lélekszám nyolcszáz fölé emelkedett annak ellenére, hogy 86-an kértek kivándorlási útlevelet. A viszonylag zárt településen élőket mély vallásosság jellemezi, megtartották a szülőhazából hozott népszokásokat és játékokat: például a karácsonyi ünnepkörhöz kapcsolódó bibliai történeteket.
A község közigazgatásilag a törökkoppányi körjegyzőséghez tartozott. A 20. század első éveiben itt is megindult az egyletek, egyesületek szerveződése: önsegélyző egyesület, olvasókör alakult. Az 1930-as népszámlálás során a község lakossága magyarnak vallotta magát, s később sem hangoztatták a németséghez csatlakozást. A második világháború vége felé, 1945 januárjában a szovjetek mégis összegyűjtöttek 13 embert malenkij robotra. Az elhurcoltak két évet dolgoztak embertelen körülmények között a szovjet lágerekben. Hazatérve sokukra várt a kitelepítési parancs, a községet 45 családnak kellett elhagyni. A kitelepítettek házaiba a felvidéki Naszvadról és Peredről elüldözött magyarokat helyezték el.
Az 1945-ös földigénylések során a 95 kérelmezőből csak kilenc család kaphatott összesen 18 katasztrális hold mezőgazdasági ingatlant. 1950-ben alakult meg a községi tanács, két év múlva pedig a Vörös Csillag termelőszövetkezeti csoport, amelyet a lakosság nem fogadott el. A botrányosnak számító ellenkezés következményeként hat embert 2-10 évig terjedő szabadságvesztésre ítéltek. A téeszcsé azonban 1956-ban sem szűnt meg, így 1960-ban csak be kellett léptetni a korábban kívül maradókat. A következő 13 évben Zöld Mező néven működött a szövetkezet, majd a közigazgatással együtt Nágocshoz csatolták. Lényeges változást hozott Miklósi életében az 1990-es év, amikor megalakulhatott saját önkormányzata.

## Hagyományok
Miklósiban régebben csak dunai svábok éltek, s igaz mostanra számos betelepülő érkezett, a hagyományaikat megőrizték. A farsangon és a szüreti fesztiválokon felcsendülnek olyan német nyelvű nóták, amelyeket még a Németországból ideérkező turisták sem ismernek. A hagyományőrzéssel az ifjúsági egyesület és az idősebb asszonyok által megalapított Miklósiért Egyesület foglalkozik. Számtalan használati tárgyat és ruhát összegyűjtöttek már, amit szeretnének egy tájházban bemutatni. Ehhez az önkormányzat segítségével megvásároltak egy régi parasztházat. Ez az épület felújításra szorul, a falakat és a tetőszerkezetet pályázati pénzből szeretnék rekonstruálni, a belső kialakítást, a kemencét és a bútorokat pedig közösségi munkával készítik majd el. A gyűjtemény addig egy szobába van zsúfolva, de hamarosan a közönség elé tárják.
Előzetes egyeztetés után csoportoknak hagyományőrző bemutatót tartanak. Miklósi zárt közössége keveset találkozott a távolabbi falvak lakóival, s mindent maguknak készítettek el az emberek, így szinte minden házban kézművesek éltek. A rokkakészítőtől a szíjgyártóig minden megtalálható volt. Mostanra viszont kihaltak ezek a szakmák.
Szintén minden évben hagyományszerűen megrendezik a farsangi bált és a szüreti mulatságot is. Ezek jellegzetessége, hogy mindig felhangzanak a régi sváb nóták is.
Miklósi és Törökkoppány között fekszik Perneszi-puszta is:

### Perneszi-puszta
Perneszi-puszta a középkorban jelentékeny falu volt, melyből a Perneszi család eredetét vette.
1321-ben már vásáros, 1332–1337-ben pedig egyházas hely volt, neve a pápai tizedjegyzékben is szerepelt.
1417-ben az Osztopáni Perneszi család kapott rá új adományt Zsigmond királytól.
1577-ben osztopáni Perneszy András ismét új adományt nyert e helységre Rudolf magyar királytól. Ekkor már a török hódoltsághoz tartozott.
Az 1573–1574 évi török kincstári adólajstromban még 5 házzal volt felvéve, rövid idő múlva azonban elpusztult.

## Közélete

### Polgármesterei
- 1990–1994: Müller Miklós (független)[3]
- 1994–1998: Müller Miklós (független)[4]
- 1998–2002: Müller Miklós (független)[5]
- 2002–2006: Müller Miklós (független)[6]
- 2006–2010: Kristóf Györgyi (független)[7]
- 2010–2014: Kristóf Györgyi (független)[8]
- 2014–2019: Kristóf Györgyi (független)[9]
- 2019–2024: Kristóf Györgyi (független)[10]
- 2024– : Gerbovitsné Steinbacher Angéla (független)[1]

## Népesség
A település népességének változása:
| Lakosok száma | 220  | 208  | 207  | 180  | 183  | 188  | 177  |
|               | 2013 | 2014 | 2015 | 2021 | 2022 | 2023 | 2024 |

A 2011-es népszámlálás során a lakosok 83,7%-a magyarnak, 7,7% németnek, 0,5% szlováknak mondta magát (15,8% nem nyilatkozott; a kettős identitások miatt a végösszeg nagyobb lehet 100%-nál). A vallási megoszlás a következő volt: római katolikus 71,3%, evangélikus 3,3%, református 2,9%, felekezeten kívüli 3,3% (19,1% nem nyilatkozott).
2022-ben a lakosság 90,2%-a vallotta magát magyarnak, 25,7% németnek, 0,5% szlováknak, 1,6% egyéb, nem hazai nemzetiségűnek (8,2% nem nyilatkozott; a kettős identitások miatt a végösszeg nagyobb lehet 100%-nál). Vallásuk szerint 59% volt római katolikus, 4,4% református, 1,6% evangélikus, 0,5% egyéb keresztény, 0,5% egyéb katolikus, 3,8% felekezeten kívüli (30,1% nem válaszolt).